# Riggia brasiliensis
Riggia brasiliensis är en kräftdjursart som beskrevs av Szidat och Christoph D. Schubart 1960. Riggia brasiliensis ingår i släktet Riggia och familjen Cymothoidae. Inga underarter finns listade i Catalogue of Life.